# Asparagus trichoclados
Asparagus trichoclados là một loài thực vật có hoa trong họ Măng tây. Loài này được (F.T.Wang & Tang) F.T.Wang & S.C.Chen mô tả khoa học đầu tiên năm 1978.